# Ivano Brugnetti
Ivano Brugnetti (1er septembre 1976 à Milan) est un athlète italien, spécialiste de la marche.
Vainqueur du 20 km aux Jeux olympiques d'Athènes, il avait déjà remporté les championnats du monde d'athlétisme à Séville en 1999 sur 50 km. Il a abandonné lors du 20 km marche des Championnats du monde d'athlétisme à Helsinki en 2005. En 2007, à Royal Leamington Spa, il termine 2e, derrière Yohann Diniz, en 1 h 19 min 36 s, en Coupe d'Europe de marche. Il remporte les Jeux méditerranéens 2009 sur 20 km marche.